# Astaraciano
L'Astaraciano è un periodo della scala dei tempi geologici, equivalente al Miocene medio e collocato tra 16,0 e 11,6 milioni di anni fa. Viene utilizzato soprattutto nelle classificazioni delle European Land Mammal Ages, dove segue l'Orleaniano e precede il Vallesiano.
Nella scala classica dei tempi, l'Astaraciano si sovrappone al Langhiano e al Serravalliano.

## Descrizione
Nel tardo Orleaniano e nell'Astaraciano (tra 16,0 e 11,6 milioni di anni fa) le oscillazioni dei livelli marini provocò una serie di cambiamenti paleogeografici soprattutto nelle regioni del Mediterraneo orientale; l'apertura e la chiusura della via d'acqua collegata all'oceano Tetide, comportò la temporanea formazione di ponti di terra tra Africa e Eurasia.
Si possono distinguere tre brevi periodi di migrazioni faunistiche tra i continenti:
Nel tardo Orleaniano, zona MN 5 della zonazione dei mammiferi (17,0-15,0 milioni di anni fa), una prima ondata di migrazione dall'Africa è testimoniata dalla fauna fossile ritrovata in Grecia. Nella località di Antonios della Penisola Calcidica (MN 4/5, 17 milioni di anni fa) sono stati trovati fossili del tragulidae Dorcatherium, del giraffidae Palaeomeryx e del suiforme Sanitheres. Dalla località di Thymiana dell'isola di Chio (MN 5, 15,5 milioni di anni fa) provengono i giraffidi Georgiomeryx, Dorcatherium, il Ctenodactylidae Sayimys oltre a fauna di immigrazione dall'Asia come il proboscidato Choerolophodon, già noto nelle Colline Bugti dell'India (MN 3, 18,3 milioni di anni fa). Alla zonazione MN 5 appartiene anche il primate Pliopithecus trovato a Elgg in Svizzera e Pontlevoy-Thenay in Francia, vissuto fino alla fine del Vallesiano.

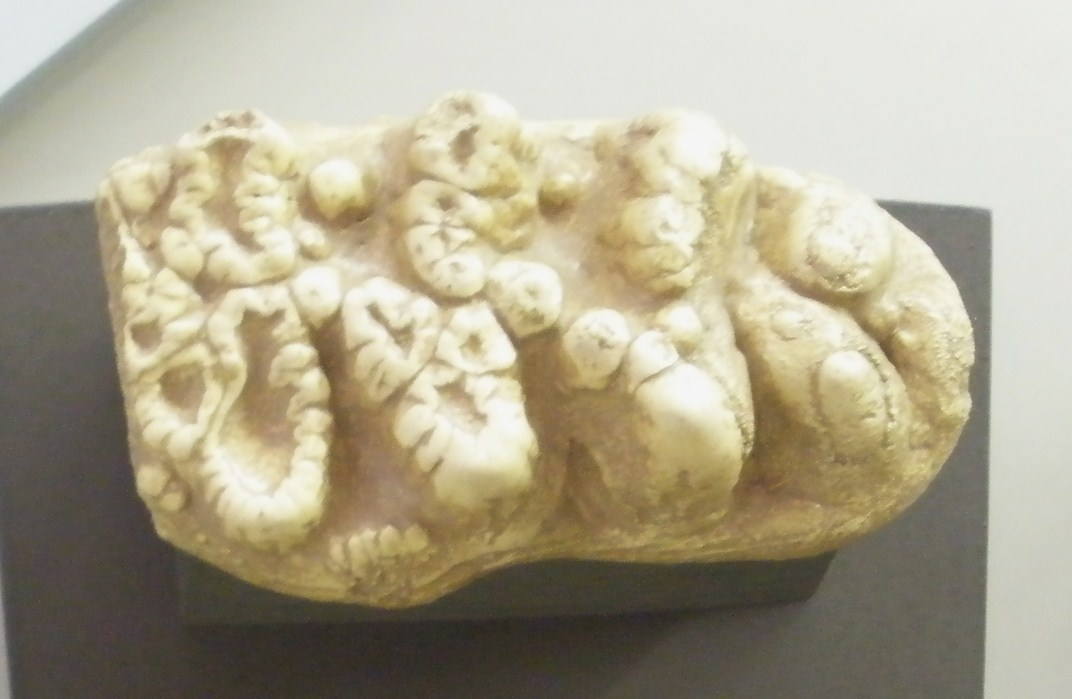
Molare di Choerolophodon
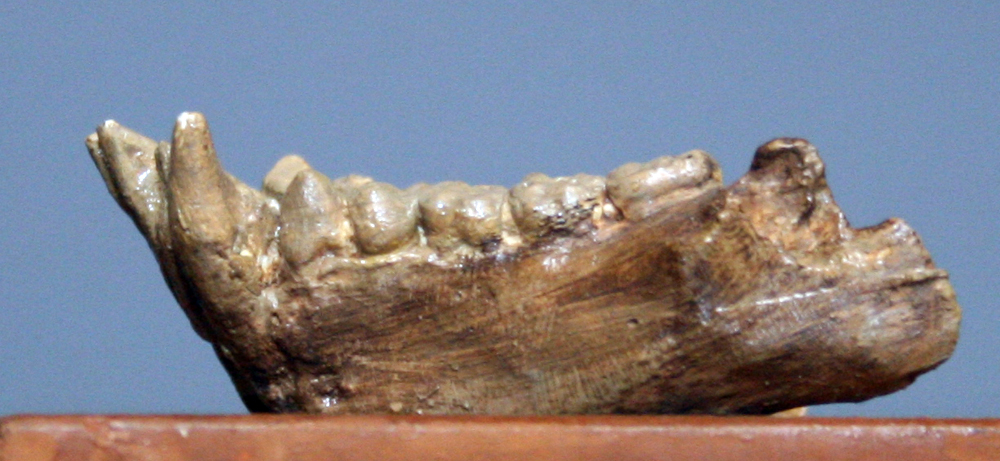
Mandibola di Pliopithecus antiquus

Una seconda ondata dall'Africa si verificò all'inizio dell'Astaraciano (MN 6, 15,0-13,5 milioni di anni fa) e include l'ominide Griphopithecus, un parente eurasiano dell'africano Kenyapithecus i cui resti fossili sono stati trovati nelle località di Pasalar e Candir in Turchia, e a Neudorf-Sandberg in Slovacchia. Assieme al primate giunse anche l'Orycteropus afer. Dall'Asia provengono l'iracide Pliohyrax, il cervide Dicrocerus e il suide Listriodon. Nel corso di questa ondata ci fu anche la migrazione verso l'Africa di bovidi asiatici come Protragocerus, Tethytragus e Hypsodontus, conosciuti da resti trovati in Adia Minore e Chio

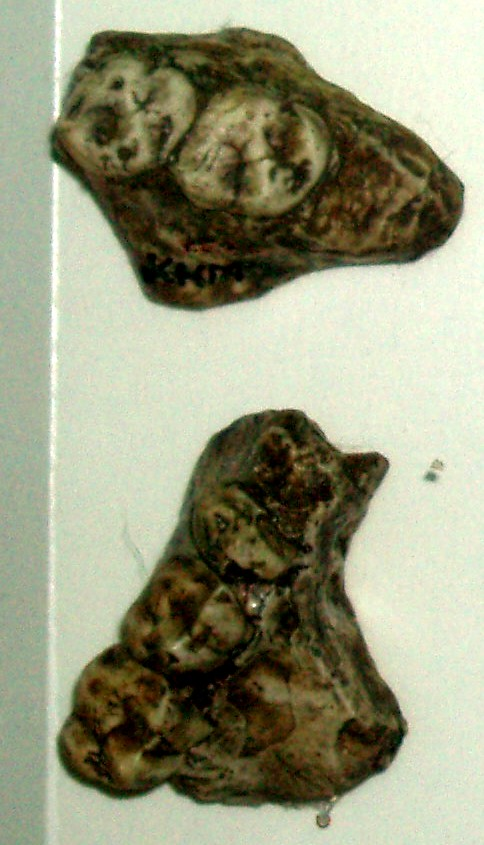
Kenyapithecus
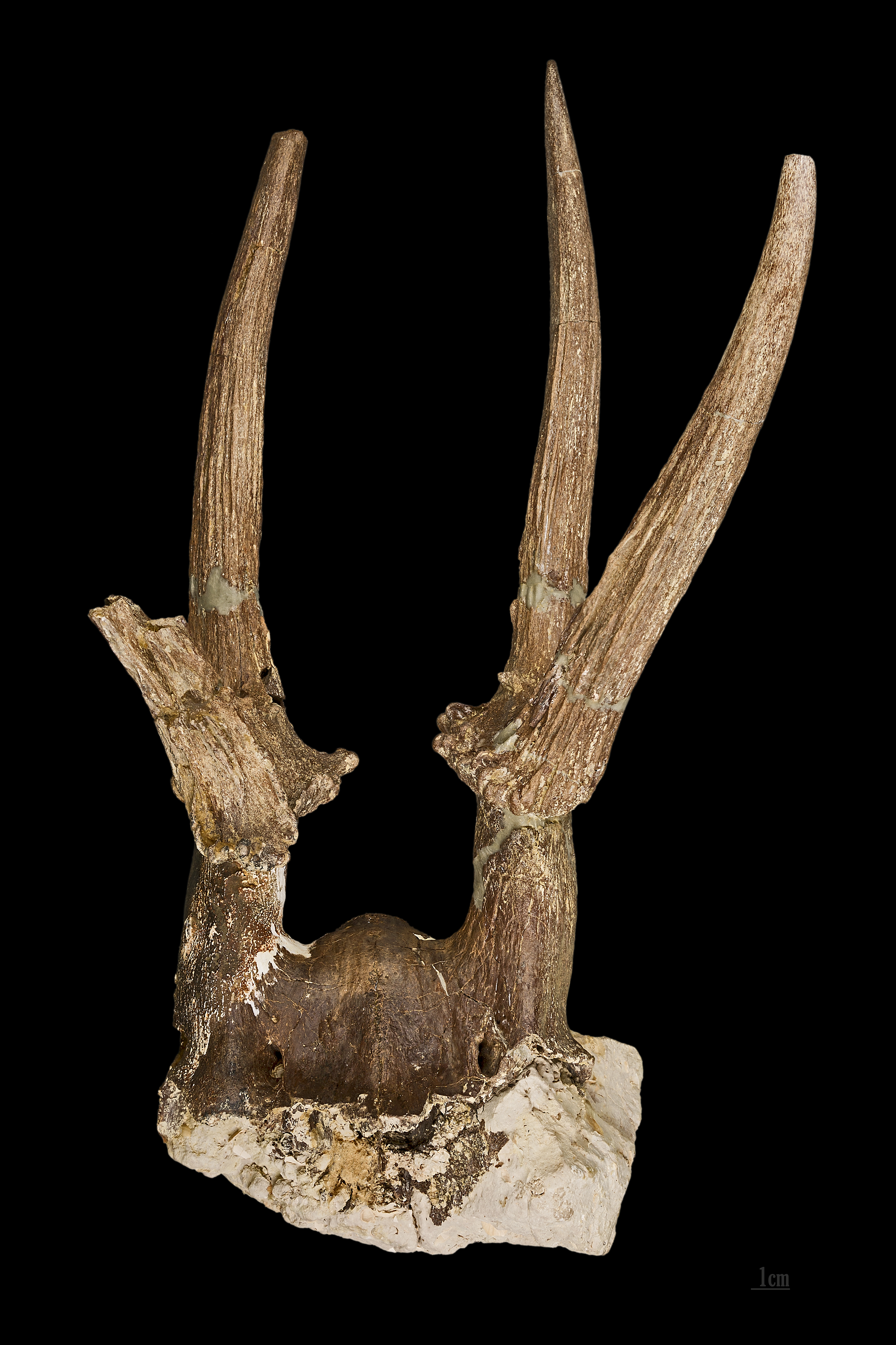
Dicrocerus elegans
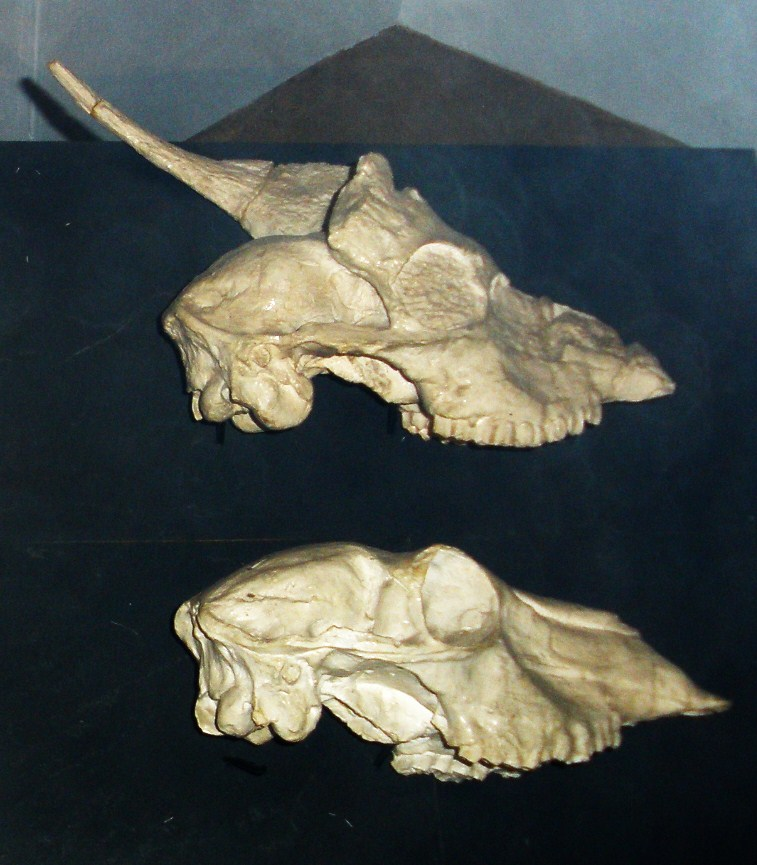
Protragocerus labidotus

Una terza ondata probabilmente avvenne durante MN 7/8 (13,5-10,7 milioni di anni fa), ma è scarsamente documentata. È probabile che si fosse riformata la via d'acqua tra la Paratetide e il Mediterraneo, impedendo così le migrazioni. L'ominide Dryopithecus comparve in Europa (12,5 milioni di anni fa) assieme al suide asiatico Propotamochoerus. Il roditore Cricetulodon è noto nell'Europa centro-occidentale dalla MN 3, e dalla fine della MN 7/8 in Turchia e Grecia.

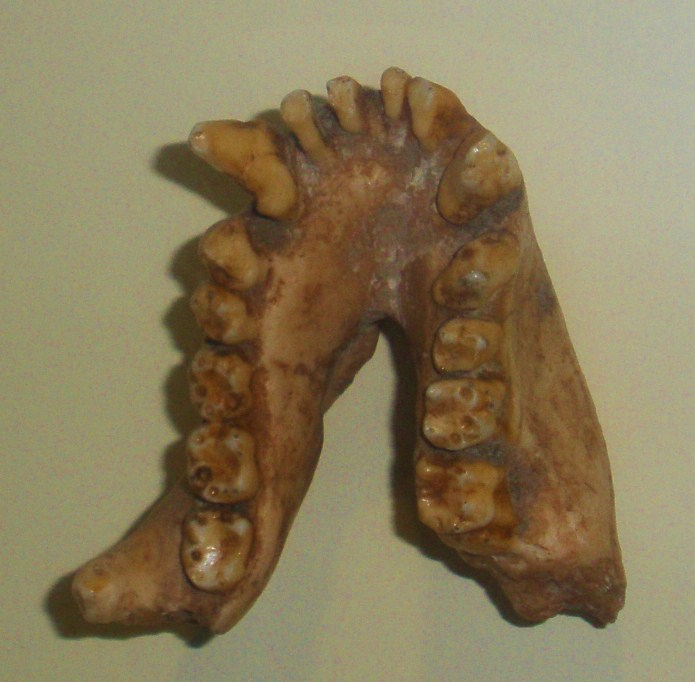
Mandibola di Dryopithecus fontani
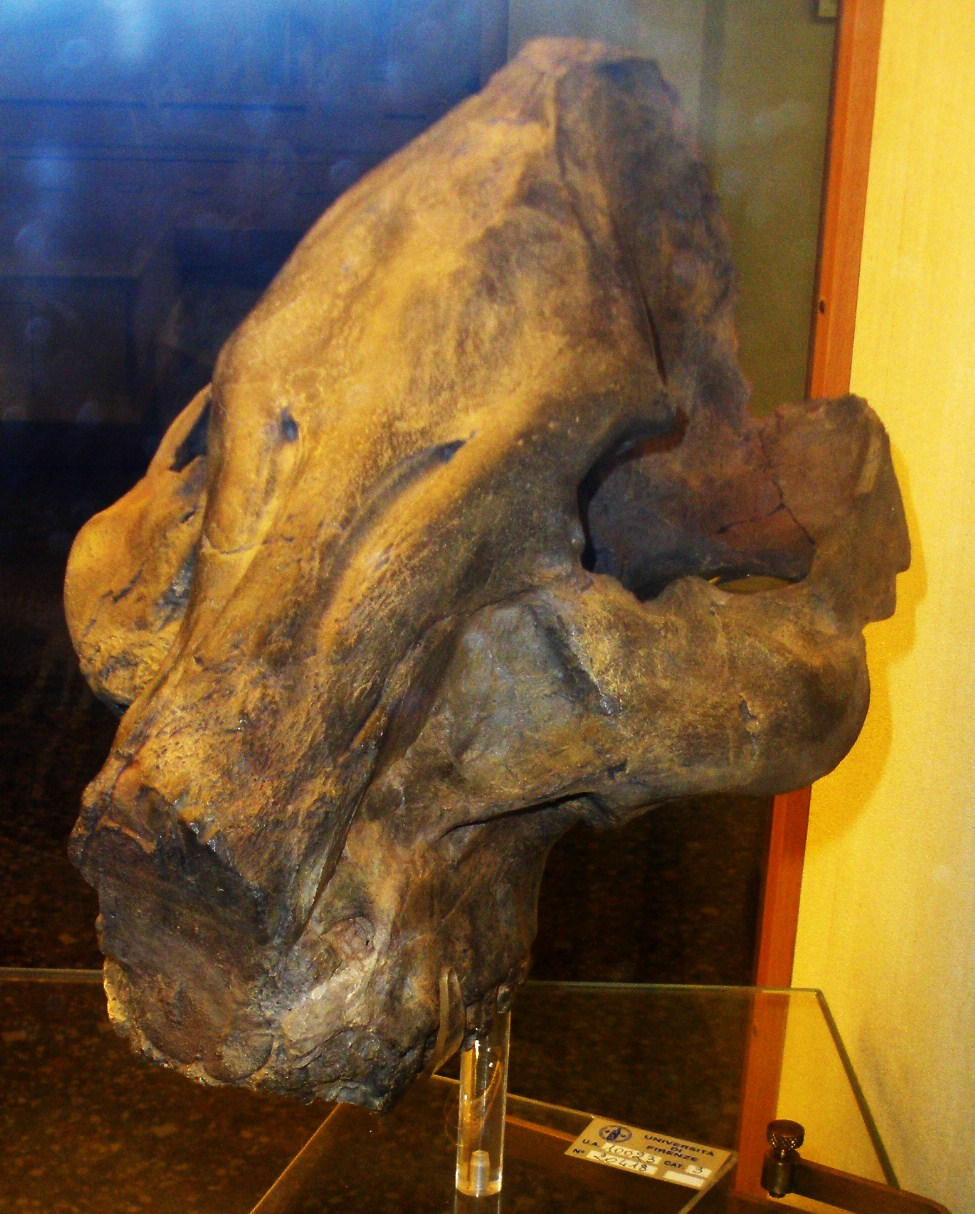
Propotamochoerus giganteus